# Husztót
Husztót là một thị trấn thuộc hạt Baranya, Hungary. Thị trấn này có diện tích 6,75 km², dân số năm 2010 là 44 người, mật độ 7 người/km².